# Михайло Фельзенбаум
Міхоел Фельзенбаум (їд. מיכאל פֿעלזענבאַום; нар.. 1951, Васильків, Київська область) — єврейський поет, прозаїк, драматург і театральний режисер. Пише на їдиші.

## Життєпис
Міхоел (Михайло Натанович) Фельзенбаум народився 1951 року в містечку Васильків Київської області України в сім'ї перукаря . Незабаром після народження сім'я повернулася до Флорешти, а після закінчення середньої школи майбутній літератор переїхав до Бєльців, де жив з перервою на навчання в Ленінградському інституті культури (театральна режисура, історія мистецтв, педагогіка, 1968—1975) до свого від'їзду до Ізраїлю в 1999 році.
У 1976—1988 роках працював режисером-постановником у Бєльцькому державному драматичному театрі, викладав театральну майстерність у Бєльцькому педагогічному інституті. У 1989 році організував у Бєльцях Єврейську театральну студію, для якої поставив кілька спектаклів на ідиші, в тому числі власну інсценування та адаптацію оповідання Ільфа і Петрова «Сильне почуття» у формі традиційного пурімшпіля «А фрейлехе хасене» (Веселе весілля). Був першим головою бельцького Товариства єврейської культури «Менора». У 1989—1993 роках з перервами займався діалектологією ідишу в докторантурі університету Бар-Ілан в Рамат-Гані, в 1993—1994 роках працював у Румунії.
Публікуватися почав у середині 1980-х років у московському журналі « Совєтіш геймланд» (Радянська Батьківщина). В Ізраїлі випустив кілька книг віршів, драматургії та прози, у тому числі «Ес кумт дер тог» (Приходить день, 1992), «А лібе-рейгн» (Любовний дощ, 1995), «Дер нахт-малех» (Нічний Ангел, 1997), «Уніцт їх бін дайн нігн» (А тепер я твій наспів, 1998), "Шабесдіке швебелех" (Суботні сірники, 2004). Один із засновників літературного об'єднання «hемшех дор» (Нове покоління) та творець його альманаху «Найє вейгн» (Нові шляхи, з 1992 року). Публікується в різних періодичних виданнях Ізраїлю, включаючи «Ді Голдене Кейт» (Золотий ланцюжок) і «Топл-Пункт» (Двокрапка, Тель-Авів), а також в «Ді Пен» (Пісче перо, Оксфорд), «Афн швел» (На порозі, Нью-Йорк) та «Ідіше култур» (Єврейська культура, Нью-Йорк).
Квазіісторичний роман «Шабесдике швебелех» (Суботні сірники, 1999) — можливо єдиний постмодерністський роман на їдиші — вийшов у книжковій формі івритом, англійською, німецькою, російською та французькою мовами. Вірші також перекладалися івритом (журнал «77») та німецькою мовою («Federmenschen», Берлін, 1996).
Драматургія Фельзенбаума тяжіє до театру абсурду і швидше задумується автором як використання можливостей літературного жанру, ніж потенційна театральна постановка. Опублікував драму «Меорес-амахпейле» (Подвійна печера (Махпела) у Хевроні, усипальниця біблійних патріархів Авраама, Ісаака, Якова та їхніх дружин) і комедію «hалт дем зак уншит картопле» (Держите мешок и сыпьте картошку), поставлену ним у дрезденіському «Рок-Театрі» (під назвою «Бонце-швайг», або Бонця-мовчун, 1997) . 2007 року дрезденським рок-театром було поставлено іншу п'єсу М. Фельзенбаума «Kandiszucker» (Цукерка) у перекладі з ідиша Детлефа Хученройтера (нім. Detlef Hutschenreuter).
У 1993—1998 роках — виконавчий директор центру їдишської культури в Тель-Авіві; до 2006 року — голова видавничого дому «Х. Лейвік», одного з основних видавництв літератури на ідиші (Тель-Авів). Редактор літературного альманаху «Найе вейгн» (Нові шляхи) та журналу «Літераріше шрифтн» (літературні записки). Лауреат ізраїльських літературних премій Давида Гофштейна (1999), Шварцмана, Гірша та Гершона Сегал (1995), канадської літературної премії І. І. Сегала (2022) . Живе у Рамлі.

## Родина
Донька — Віра Лозинська (нар. 1974, Бєльці), виконавиця єврейських пісень на їдиші (див. тут), чий перший компакт-диск «Дальні зірки» (вайте штерн) на бессарабську тематику вийшов на лейблі CD Baby у 2007 році (див. тут) і увійшов до фіналістів Сьомої щорічної премії Independent Music Award (IMA)  . Серед іншого, до цього альбому було включено три пісні на слова її батька, а також інших поетів бессарабського та румунського походження: Залмена Розенталя, Михайла Пінчевського, Елізи Грінблат, Зейліка Бардічевера, Мойше Ойшера, Лейбу Левіна та Іцика Мангера. Другий альбом — «װוּנדערװעג» (Wondrous Way, 2012) — склали пісні на музику та слова її батька, Міхоела Фельзенбаума.

## Антологія
- טראָט בײַ טראָט: הײַנטצײַטיקע ייִדישע פּאָעזיִע — Step by Step на сучасні кроки, сучасний крок і захід: Step by Step: Contemporary Yiddish За редакцією Elissa Bemporad та Margherita Pascucci. Серія «Verbarium». Мачерата (Італія): Quodlibet, 2009.